# Bobby Graham (football)
Pour les articles homonymes, voir Bobby Graham.
Bobby Graham est un footballeur écossais né le 22 novembre 1944 à Motherwell.

## Biographie
Bobby Graham est né à Motherwell, dans la banlieue de Glasgow. Il fait ses débuts en amateur au sein du Motherwell Bridge Works avant d'être recruté par Liverpool en 1961. Il joue avec la réserve du club pendant les trois années qui suivent. Sa première apparition avec l'équipe première a lieu le 14 septembre 1964, lors d'un match à Anfield contre le KR Reykjavik dans le cadre de la Coupe des clubs champions européens 1964-1965. Lors de ce match, qui est également la première rencontre européenne que Liverpool dispute à domicile, il inscrit son premier but sous le maillot des Reds. Il se distingue encore plus quelques jours plus tard, lors de sa première apparition dans le championnat anglais, en inscrivant un coup du chapeau contre Aston Villa.
Malgré ces débuts tonitruants, Bobby Graham peine à s'imposer dans une équipe dont l'animation offensive repose principalement sur le duo composé de Roger Hunt et Ian St. John. Il ne joue qu'une poignée de matchs lors des saisons qui suivent. Ce n'est qu'en 1969, avec la fin de l'hégémonie de Hunt et St. John, qu'il a l'occasion de devenir un joueur incontournable du club. Il dispute l'intégralité des 54 matches de la saison 1969-1970. En octobre 1970, une fracture de la jambe l'éloigne des terrains. Durant son absence, il est supplanté en attaque par deux nouveaux venus, John Toshack et Kevin Keegan.
Bobby Graham quitte Liverpool en 1972 et rejoint Coventry City pour deux saisons. Il est brièvement prêté à Tranmere Rovers, un club de troisième division entraîné par son ancien camarade de Liverpool Ian St. John. Lorsque ce dernier est nommé entraîneur du Motherwell Football Club, il offre un contrat à Graham. Ce dernier se distingue rapidement au sein du club, dont il est le meilleur buteur lors de la saison 1973-1974. Il passe quatre ans à Motherwell avant de terminer sa carrière professionnelle en deuxième division écossaise avec le Hamilton Academical. Il joue une dernière saison en 1981-1982 avec le club amateur de Shotts Bon Accord.

## Statistiques
| Saison     | Club                              | Championnat | Championnat | Championnat | Coupe nationale | Coupe nationale | Coupe de la Ligue | Coupe de la Ligue | Supercoupe | Supercoupe | Compétition(s) continentale(s) | Compétition(s) continentale(s) | Compétition(s) continentale(s) | Total | Total |
| Saison     | Club                              | Division    | M.          | B.          | M.              | B.              | M.                | B.                | M.         | B.         | Comp.                          | M.                             | B.                             | M.    | B.    |
| 1964-1965  | Liverpool Football Club           | D1          | 14          | 4           | 0               | 0               | 0                 | 0                 | 0          | 0          | C1                             | 1                              | 1                              | 15    | 5     |
| 1965-1966  | Liverpool Football Club           | D1          | 1           | 0           | 0               | 0               | 0                 | 0                 | 0          | 0          | C2                             | 0                              | 0                              | 1     | 0     |
| 1966-1967  | Liverpool Football Club           | D1          | 3           | 1           | 0               | 0               | 0                 | 0                 | 0          | 0          | C1                             | 2                              | 0                              | 5     | 1     |
| 1967-1968  | Liverpool Football Club           | D1          | 5           | 1           | 1               | 0               | 0                 | 0                 | 0          | 0          | CVF                            | 0                              | 0                              | 6     | 1     |
| 1968-1969  | Liverpool Football Club           | D1          | 13          | 5           | 1               | 0               | 1                 | 0                 | 0          | 0          | CVF                            | 1                              | 0                              | 16    | 5     |
| 1969-1970  | Liverpool Football Club           | D1          | 42          | 13          | 6               | 4               | 2                 | 1                 | 0          | 0          | CVF                            | 4                              | 3                              | 54    | 21    |
| 1970-1971  | Liverpool Football Club           | D1          | 14          | 5           | 0               | 0               | 2                 | 0                 | 0          | 0          | CVF                            | 4                              | 1                              | 20    | 6     |
| 1971-1972  | Liverpool Football Club           | D1          | 11          | 2           | 2               | 0               | 3                 | 1                 | 1          | 0          | C2                             | 3                              | 0                              | 20    | 3     |
| Sous-total | Sous-total                        | Sous-total  | 103         | 31          | 10              | 4               | 8                 | 2                 | 1          | 0          | -                              | 15                             | 5                              | 137   | 42    |
| 1971-1972  | Coventry City Football Club       | D1          | 13          | 2           | 0               | 0               | 0                 | 0                 | 0          | 0          | -                              | 0                              | 0                              | 13    | 2     |
| 1972-1973  | Coventry City Football Club       | D1          | 6           | 1           | 0               | 0               | 0                 | 0                 | 0          | 0          | -                              | 0                              | 0                              | 6     | 1     |
| Sous-total | Sous-total                        | Sous-total  | 19          | 3           | 0               | 0               | 0                 | 0                 | 0          | 0          | -                              | 0                              | 0                              | 19    | 3     |
| 1972-1973  | Tranmere Rovers Football Club     | D3          | 10          | 3           | 0               | 0               | 0                 | 0                 | 0          | 0          | -                              | 0                              | 0                              | 10    | 3     |
| Sous-total | Sous-total                        | Sous-total  | 10          | 3           | 0               | 0               | 0                 | 0                 | 0          | 0          | -                              | 0                              | 0                              | 10    | 3     |
| 1973-1977  | Motherwell Football Club          | D1          | 132         | 37          | 17              | 6               | 18                | 3                 | 0          | 0          | Tex                            | 0                              | 1                              | 167   | 47    |
| 1977-1978  | Hamilton Academical Football Club | D2          | 38          | 10          | 1               | 0               | 4                 | 1                 | 0          | 0          | -                              | 0                              | 0                              | 43    | 11    |
| 1978-1979  | Hamilton Academical Football Club | D2          | 38          | 18          | 1               | 0               | 4                 | 0                 | 0          | 0          | -                              | 0                              | 0                              | 43    | 18    |
| 1979-1980  | Hamilton Academical Football Club | D2          | 30          | 11          | 1               | 1               | 7                 | 0                 | 0          | 0          | -                              | 0                              | 0                              | 38    | 12    |
| 1980-1981  | Hamilton Academical Football Club | D2          | 9           | 3           | 0               | 0               | 2                 | 0                 | 0          | 0          | -                              | 0                              | 0                              | 11    | 3     |
| Sous-total | Sous-total                        | Sous-total  | 115         | 42          | 3               | 1               | 17                | 1                 | 0          | 0          | -                              | 0                              | 0                              | 135   | 44    |